# Trouble dans le genre
 (juin 2013).
Si vous disposez d'ouvrages ou d'articles de référence ou si vous connaissez des sites web de qualité traitant du thème abordé ici, merci de compléter l'article en donnant les références utiles à sa vérifiabilité et en les liant à la section « Notes et références ».
Trouble dans le genre (titre original : Gender Trouble) est un essai publié en 1990 par la philosophe américaine Judith Butler, qui a eu beaucoup d'influence sur le féminisme et la théorie queer. Le sous-titre original l'indique clairement : il s'agit de penser ensemble le « féminisme » et la « subversion de l'identité ». Autrement dit, comment définir une politique féministe qui ne soit pas fondée sur l'identité féminine. Judith Butler est reconnue pour avoir inventé le terme « performance du genre » dans ce livre.

## Notions présentes dans l'ouvrage

### Chapitre 1: Sujet de sexe/genre/désir
Butler commence Trouble dans le genre par l'attaque d'un des présupposés centraux du féminisme : l'hypothèse de l'existence d'une identité et d'un sujet ayant besoin d'être représentés dans la sphère politique et dans le langage. Pour l'auteure, "Les femmes" et "La femme" sont des catégories complexes notamment à cause  de l'interaction avec la classe sociale, l'ethnie, la sexualité et les autres facettes de l'identité. De plus, l'universalité présumée de ces termes est à mettre en parallèle avec l'universalité présumée du patriarcat, supposition qui supprime les caractéristiques de l'oppression dans des temps et lieux différents. Ainsi, Butler évite la politique identitaire au profit d'une nouvelle coalition féministe qui critique les fondements de l'identité et du genre. Butler examine ensuite l'œuvre de Simone de Beauvoir et celle de Luce Irigaray dans le but d'explorer la relation entre le pouvoir et les catégories de sexe et de genre. Pour Beauvoir, les femmes constituent un manque contre lequel les hommes établissent leur identité. Pour Irigaray, cette dialectique relève d’une « économie signifiante » qui exclut entièrement la représentation des femmes, car elle emploie la langue phallocentrique. Toutefois, comme le note Butler, Beauvoir et Irigaray assument l'existence d’une identité féminine en soi (a female self-identical being) qui aurait besoin d’être représentée ; leurs arguments cacheraient l'impossibilité "d'être" tout simplement un genre.
Cependant, dans son introduction à l'idée centrale de « Trouble dans le genre », Butler soutient que le genre est performatif : il n'y a pas d'identité derrière les actes censés « exprimer » le genre et ces actes constituent - plutôt qu'ils n'expriment, l'illusion d'une identité de genre stable.
De plus, si l'« être » apparent d'un genre n'est qu'un effet d'actes culturellement signifiants, alors le genre n'est pas une donnée universelle. Constitué par la réalisation de performances, le genre « femme » (comme le genre « homme ») reste contingent et sujet à interprétation et « re-signification ». Ainsi Butler introduit subversivement un trouble dans le genre, en ayant recours à des performances susceptibles de troubler ces mêmes catégories de genre.

### Chapitre 2: Prohibition, psychanalyse et production de la matrice hétérosexuelle
Dans ce second chapitre, Butler reprend un autre lieu commun de la théorie féministe, le patriarcat. Elle remarque que les féministes ont souvent recours à l'état pré-patriarcal d'une culture, état qu'elles utilisent comme modèle fondateur d'une nouvelle société qui ne serait pas oppressive. C'est à cause de cela que la transformation du sexe en genre à l'aide du tabou de l'inceste s'est révélée particulièrement utile pour les féministes. Butler revisite trois approches sur ce sujet : celle de Claude Lévi-Strauss, relevant du structuralisme anthropologique, dans laquelle le tabou de l'inceste fait partie de la structure réglant l'échange des femmes à travers le mariage; celle de Joan Riviere, basée sur la description psychanalytique de la « féminité comme une mascarade » qui cache l'identification masculine et, de ce fait, cache aussi le désir qu'une femme pourrait avoir pour une autre; enfin, l'explication de Sigmund Freud du deuil et de la mélancolie, dans laquelle l'ego se réapproprie l'objet de son affection en revêtant ses attributs. Riviere et Freud se focalisent tous deux sur le complexe d'Œdipe, un exemple classique du tabou de l'inceste. L'examen de ces trois identifications genrées est l'occasion pour Butler d'en élargir la portée afin de souligner les aspects productifs et performatifs du genre.
Avec Lévi-Strauss, elle suggère que l'inceste est une « fantaisie culturelle omniprésente » et que la présence du tabou génère ces désirs. Avec Rivière, elle établit que l'imitation et la mascarade sont « l'essence » du genre. Avec Freud, elle affirme que « l'identification à un genre est une forme de mélancolie dans laquelle le sexe de l'objet prohibé est internalisé en tant que prohibition » et c'est de cette manière que l'identification à la personne de même sexe dépend d'un investissement homosexuel à la fois non résolu et oublié envers le père (et non la mère comme dans le complexe d'Œdipe). Pour Butler, la mélancolie hétérosexuelle est instituée culturellement comme le prix à payer contre des identités genrées stables. Pour assurer la stabilité de l'hétérosexualité, il faut que la notion d'homosexualité existe mais qu'elle soit prohibée. Finalement, Butler insiste sur le côté productif du tabou de l'inceste, une loi qui génère, régularise et approuve l'hétérosexualité tandis qu'elle rend subversive l'homosexualité. Ni l'homosexualité, ni l'hétérosexualité n'existent avant la loi.

### Chapitre 3: Actes corporels subversifs

#### Julia Kristeva et sa politique du corps
Kristeva s'intéresse à la dimension sémiotique du langage. Elle expose les limites de la loi paternelle de Lacan qui « structure toute signification dans le langage — ce qu'il appelle le « Symbolique » ». Elle tente de définir un lieu spécifiquement féminin qui pourrait subvertir cette loi. Dans la Révolution du langage poétique, Kristeva évoque un rapport de causalité entre l'hétérogénéité des pulsions et les possibilités multiples du langage poétique. Butler critique les références de Kristeva à un « sujet » du langage poétique, « car le langage poétique érode et détruit le sujet, celui-ci étant compris comme un être parlant qui participe au Symbolique. »

#### Foucault, Herculine et la politique de la discontinuité sexuelle
Judith Butler évoque et critique les propositions de Michel Foucault dans Histoire de la sexualité concernant Herculine Barbin, une personne intersexe du XIXe siècle en France. Foucault avance que la sexualité est saturée de pouvoir et qu'une sexualité avant ou après la loi est impossible. La sexualité est toujours comprise à l'intérieur d'un système juridique.
Comme Butler, Foucault critique fortement les mouvements de libération sexuelle qui se basent sur un féminisme identitaire. Pour lui, ces groupes se basent sur un modèle juridique erroné qui ne reconnait pas le sexe comme une catégorie construite historiquement, masquant ainsi les relations de pouvoir à la base des oppressions. Cette conception engendre une conception réductrice binaire du sexe. Son projet politique est différent. Il analyse la manière dont les catégories de sexe et les différences sexuelles sont des constructions d'un discours dominant qui les place comme des traits essentiels de l'identité du corps.
Foucault se sert d'Herculine comme exemple pour montrer la difficulté de catégoriser les corps et les identités sexuelles. Butler souligne les paradoxes de Foucault qui parle parfois d'Herculine dans des termes de « femme homosexuelle » alors qu'il s'oppose aux catégories. Pour Foucault, l'homosexualité crée une non-identité. Butler reproche aussi à Foucault de ne pas approfondir pourquoi le pouvoir maintient cette conception binaire du genre sexué. Monique Wittig fournit des réponses possibles dans la sous-section suivante.

#### Monique Wittig: désintégration corporelle et sexe fictif
Judith Butler débute cette section en revenant sur la célèbre phrase de Simone de Beauvoir: « On ne naît pas femme : on le devient », tirée de son livre Le Deuxième Sexe. Ce passage implique que le sexe est un fait immuable, mais que le genre est une construction culturelle et indépendante du sexe. Cela amène des conséquences radicales, par exemple l'idée que l'identité sexuelle n'est pas binaire, au contraire, qu'il existe une multiplicité de genres possibles. La deuxième idée est que le genre est un devenir, une activité, une action continue et répétée. Le genre n'est pas fixe ou immuable, mais une constante transformation.
Monique Wittig part des idées de Beauvoir pour aller plus loin dans la déconstruction du naturalisme. Wittig avance l'idée qu'il n'y a pas de distinction entre le sexe et le genre, car la catégorie du sexe est déjà genrée depuis la naissance, naturalisée plutôt que naturelle. La catégorie de sexe est un usage politique qui sert des fins reproductrices dans le système de l'hétérosexualité obligatoire.
Pour Wittig, les lesbiennes ne sont pas des femmes. La catégorie femme n'existe qu'en opposition à l'homme dans le cadre binaire dominant. Le sexe est toujours femelle, car le sexe mâle représente la personne universelle dans le langage commun. La lesbienne transcende ces catégories en devenant un troisième genre séparé. On devient du sexe femelle en se conformant au système hétérocentriste. Wittig mentionne la violence extrême d'un langage qui refuse à la femme d'être entière dans ses catégories normatives.
Dans Le Corps lesbien, Wittig applique ses théories politiques à la littérature dans un désir d'émancipation de la femme. Sa stratégie consiste à revendiquer un « je » universel pour les femmes. Elle veut détruire le système de l'hétérosexualité obligatoire en lesbianisant le monde entier.
Judith Butler critique les positions de Wittig en montrant qu'il existe une multitude d'orientations sexuelles entre l'hétérosexualité et l'homosexualité. Les paradigmes se mélangent et s'entrecroisent pour devenir des parodies d'une supposé normalité. Selon Butler, la meilleure stratégie subversive n'est pas de vouloir renverser ou transcender le système de l'hétérosexualité obligatoire comme le souhaite Wittig, mais plutôt de s'approprier et de diffuser une multiplicité de discours sur l'identité sexuelle afin de brouiller cette catégorie et la rendre absolument problématique et non naturelle.

#### Inscriptions corporelles, subversions performatives
Butler réfléchit dans cette section sur le corps et l'idée de performativité du genre. Iris Young suggère que les frontières entre intérieur et extérieur du corps consolident les identités culturelles hégémoniques et renforcent le caractère oppressif des catégories. Une frontière médiane essaie de stabiliser l'espace intérieur de l'espace extérieur du corps et renforce l'idée d'un sujet stable. Michel Foucault s'oppose à l'idée d'un sexe véritable qui émanerait de l'intérieur du corps. Butler dit que cette illusion essentialiste est maintenue dans le discours comme une fiction régulatrice de la sexualité reproductrice hétérosexuelle.
Pour Butler, les actes, gestes et désirs produisent une identité à la surface du corps en jouant sur les absences signifiantes. L'identité sexuelle reste une fabrication, car ces actes sont performatifs. Il n'y a pas de statut ontologique indépendant des actes réels.
En s'intéressant à la figure du drag, Butler distingue trois dimensions contingentes de la corporéité signifiante: « le sexe anatomique, l'identité de genre et la performance du genre. » Le drag révèle le caractère imitatif du genre et non naturel. La performance drag met en scène les mécanismes culturels fabriqués.
Comme il n'y a pas d'identité vraie ou fausse, Butler va dire que le genre est parodie en soi, une imitation sans original. L'idée d'un genre fixe serait une croyance sociale largement répandue. Butler affirme que les normes du genre sont impossibles à intérioriser parfaitement. Les performances sont toujours imparfaites, subjectives. Tout est déformation dans une temporalité sociale constituée.

### Conclusion: de la politique à la parodie
Ici, Butler essaye de construire un féminisme politique où le pronom genré ne serait pas pensé comme représentatif d'une catégorie naturelle, voire serait absent. Elle affirme que même la dualité sujet/objet, pourtant concept de base dans la pratique féministe qui cherche à redonner aux femmes le statut de sujet et non d'objet, est une division hégémonique et artificielle. La notion de sujet est au contraire pour elle, formée à travers la répétition et un « exercice de la signification ». Butler cite la parodie, comme le travestissement, comme une manière de déstabiliser et de mettre en lumière les présupposés à propos de l'identité de genre. Butler pense qu'une politique positive et transformative ne peut émerger qu'en redéployant les jeux de l'identité et en montrant que toute tentative pour « devenir » le genre de quelqu'un est vouée à l'échec.

## Un accueil tardif en France

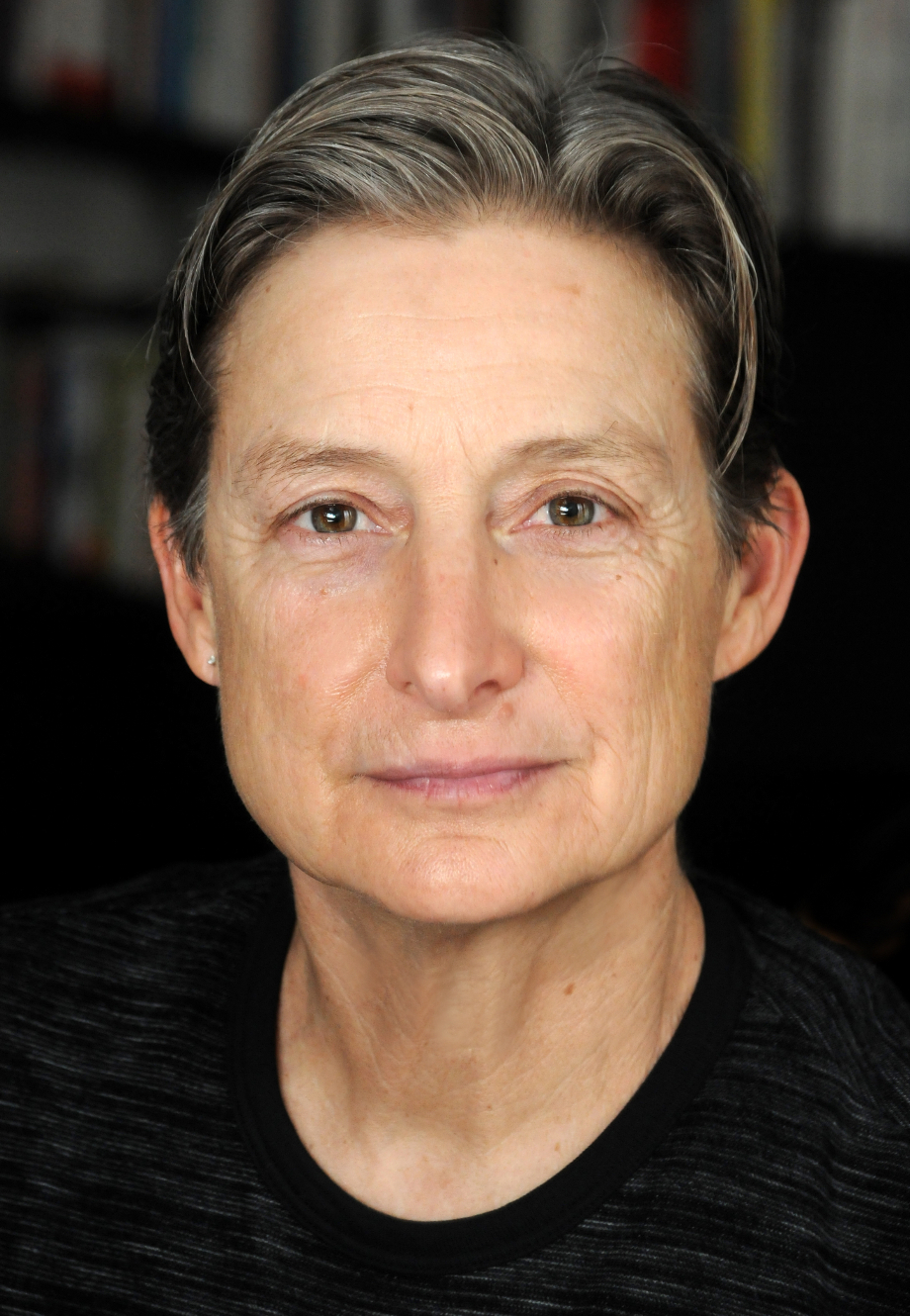
Judith Butler

Bien que la première édition en anglais remonte à 1990, il a fallu attendre jusqu’en 2005 pour qu’une traduction française arrive en France. Trouble dans le genre, ainsi que plusieurs travaux féministes américains, a eu une traduction française tardive. Ce phénomène s’explique par un contexte politique et idéologique. En plus de la réputation de Judith Butler concernant la lecture difficile de ses ouvrages, les sujets abordés dans Trouble dans le genre peuvent expliquer ce retard dans la réception. Auparavant, la réflexion de Butler sur le corps et la sexualité n’est pas un enjeu qui mobilise la réflexion et les recherches contrairement à, par exemple, l’avortement et la violence faite aux femmes. De plus, dans les années 1990, on retrouvait un refus des ouvrages féministes américains et minoritaires, et ce malgré les références à certains auteurs français dans l’œuvre de Butler. Selon Éric Fassin, l’arrivée de Judith Butler, en France, dans les années 2000, peut être expliquée par les débats sur le pacs, le mariage homosexuel et l’homoparentalité qui ont, par la même occasion, mis à l’ordre du jour la question de la différence sexuelle. Dans la même lignée, Trouble dans le genre, un ouvrage très marquant pour les théories féministes a été grandement propulsé, non pas par les féministes, mais plutôt par les travaux universitaires de la théorie queer. Cela reflète bien le fait que le féminisme de Judith Butler est souvent vu comme une reformulation des questions féministes selon la perspective des mouvements lesbien, gai, bi et trans.

### Ouvrages
- Simone de Beauvoir, Le Deuxième Sexe, Paris, Gallimard, 1949
- Sam Bourcier, Queer Zones, Paris, Éditions Amsterdam, 2007
- Michel Foucault, Histoire de la sexualité, vol. 1 : La volonté de savoir, Paris, Gallimard, 1976
- Michel Foucault, Histoire de la sexualité, vol. 2 : L'usage des plaisirs, Paris, Gallimard, 1984
- Sigmund Freud, Trois essais sur la théorie sexuelle, Paris, Gallimard, 1905
- Julia Kristeva, La Révolution du langage poétique, Paris, Seuil, 1974
- Teresa de Lauretis, Théories queer et cultures populaires. De Foucault à Cronenberg, trad. de Sam Bourcier, préface de Pascale Molinier, Paris, La Dispute, 2007
- Friedrich Nietzsche, Généalogie de la morale (Zur Genealogie der Moral), Allemagne, Naumann, 1887
- Eve Kosofsky Sedgwick, Épistémologie du placard, trad. et préface de Maxime Cervulle, Paris, Éditions Amsterdam, 2008
- Monique Wittig, Le Corps lesbien, Paris, Les Éditions de Minuit, 1973
- Monique Wittig, Les Guérillères, Paris, Les Éditions de Minuit, 1969
- Monique Wittig, The Straight Mind and Other Essays (La Pensée straight), Boston, Beacon Press et Hemel Hempstead, Harvester Wheatsheaf, 1992

### Études
- Georges Leroux, « Troubles », in la revue Conjonctures, no 41-42 hiver-printemps 2006, p. 281-292 (Consultable en ligne)
- Sabine Prokhoris, Au bon plaisir des docteurs graves : à propos de Judith Butler, Paris, Presses universitaires de France, 2016, VII-253 p. (ISBN 978-2-13-078627-6).